# Ceracupes yui
Ceracupes yui là một loài bọ cánh cứng trong họ Passalidae. Loài này được Okano miêu tả khoa học năm 1988.